# Nagy Alexandra (színművész)
Nagy Alexandra (Budapest, 1983. november 23.) magyar színésznő, műsorvezető.

## Életpályája
Édesapja rendőr volt. Miután nem vették fel a Színház- és Filmművészeti Egyetemre, Földessy Margit Színjáték- és Drámastúdióját, majd a Shakespeare Színiakadémiát végezte el.
2011 márciusa és 2021 júliusa között forgatott a Barátok köztben, ahol Fekete Alizt alakította. 18 éves korától gyakran vállal modellmunkákat. Híresen nagy utazó, évente öt-hat országba tesz látogatást, a leghosszabb időt – 7 hónapot –  Japánban töltötte Magyarország után. 2020. augusztusától az RTL Klub Édesítő és Kalandozó című tévéműsorainak társműsorvezetője.

## Színházi szerepei
A Színházi adattárban regisztrált bemutatóinak száma: 3.
A Nevenincs Színház társulatának tagja volt. Szerepelt a dunakeszi Oscar Színtársulat darabjában, Ray Cooney Páratlan páros című vígjátékában Barbara Smith szerepében, amelyet a bemutató évében, 2010-ben és a rákövetkező évben közel tizenöt alkalommal játszottak számos nagyvárosban és vidéki helyszínen.

## Filmjei
- Asterix és Obelix: Isten óvja Britanniát (2012) – Jolie Bretonne
- Barátok közt (2011–2021) – Fekete Aliz
- Életképek (2006–2007) – Kovács Krisztina
- Szörnyek ebédje (2005) – Juli

## Tévés műsorok
- Szenzációs Négyes – szereplő (2018)
- Édesítő – műsorvezető (2020)
- Kalandozó – műsorvezető (2020)
- A Konyhafőnök VIP – szereplő (2020)
- Survivor – szereplő (2021)
- Édes Otthon – műsorvezető (2022-)
- Fort Boyard – Az erőd – szereplő (2024)